# Toco (plaats)
Toco of Toko (Quechua: T'uqu llaqta) is een plaats in het departement Cochabamba, Bolivia. Het is de hoofdplaats van de gelijknamige gemeente, gelegen in de Germán Jordán provincie. 
In de gemeente Toco spreekt 97,3 procent van de bevolking Quechua.

## Bevolking
| Jaar | Populatie |
| ---- | --------- |
| 1992 | 956       |
| 2001 | 827       |
| 2012 | 1.450     |